# Julien Vermote (Radsportler, 1949)
Julien Vermote (* 2. Oktober 1949 in Kortrijk) ist ein ehemaliger belgischer Radrennfahrer.
Julien Vermote gewann 1968 und 1970 sein Heimatrennen De Vlaamse Pijl. 1971 wurde er zweifacher belgischer Meister auf der Bahn, in der Einerverfolgung sowie im Zweier-Mannschaftsfahren, mit Eddy Demedts. 1972 wurde er erneut belgischer Meister im Zweier-Mannschaftsfahren mit Milo Cools.
Julien Vermote wurde in die Liste der „Harelbeker Sportler des 20. Jahrhunderts“ aufgenommen. Er ist nicht verwandt mit Julien Vermote.